# Balmenhorn
Balmenhorn – szczyt w Alpach Pennińskich, części Alp Zachodnich. Leży w północnych Włoszech na granicy regionów Piemont i Dolina Aosty, blisko granicy ze Szwajcarią. Należy do masywu Monte Rosa. Szczyt można zdobyć ze schronisk Bivacco Felice Giordano (3167 m) i Capanna (3559 m). Na szczycie znajduje się statua Cristo delle Vette. Pod szczytem zalega lodowiec Ghiacciaio del Lys. 
Kwestia pierwszego wejścia jest niejasna. Prawdopodobnie pierwszego wejścia dokonali Marco Maglionini, Albert de Rothschild, Eduard Cupelin, Peter Knubel i Nikolaus Knubel 18 sierpnia 1873 r.